# Piotr Szulkin
Piotr Szulkin, född 26 april 1950 i Gdańsk, död 3 augusti 2018 i Warszawa, var en polsk filmregissör. Han regisserade mer än 30 filmer och fick omkring 50 polska och internationella utmärkelser. Han var också lärare vid den nationella filmhögskolan i Łódź.

## Har regisserat
- 1975 Dziewce z ciortom
- 1977 Oczy uroczne
- 1978 Kobiety pracujące
- 1979 Golem (film)
- 1981 Wojna światów - Następne stulecie
- 1984 O-Bi, O-Ba. Koniec cywilizacji
- 1985 Ga, Ga. Chwała bohaterom
- 1990 Femina
- 1993 Mięso (Ironica)
- 2003 Ubu Król

## Har skrivit manus till filmerna
- 1972 Raz, dwa, trzy
- 1972 Wszystko
- 1974 Przed kamerą SBB
- 1975 Zespół SBB
- 1975 Narodziny
- 1976 Życie codzienne
- 1977 Oczy uroczne
- 1979 Golem
- 1981 Wojna światów - Następne stulecie
- 1984 O-Bi, O-Ba. Koniec cywilizacji
- 1985 Ga, Ga. Chwała bohaterom
- 1993 Mięso (Ironica)
- 2003 Ubu Król

## Har deltagit som skådespelare i filmerna
- 1978 Szpital przemienienia (som Jakub)
- 1986 Kołysanka
- 1989 Lawa jako Diabeł I
- 1992 Kiedy rozum śpi